# Cúc gót
Melampodium divaricatum là một loài thực vật có hoa trong họ Cúc. Loài này được (Rich.) DC. mô tả khoa học đầu tiên năm 1836.